# ウチ、“断捨離”しました!
『ウチ、“断捨離”しました!』（うち、だんしゃり - ）はBS朝日で2019年4月10日にスタートしたドキュメント・バラエティ番組。

## 出演者
断捨離マスター
- やましたひでこ（断捨離(R)提唱者）

断捨離の妖精（ナレーション）
- 平泉成

宝物ナレーション
- 東城未来

## スタッフ
- 構成：大久保政男
- CAM：大久保千津奈、後藤一平、水上智里子
- 編集：江崎賢
- MA：村松貴
- 音響効果：村井雅史、増子彰、片山由理、冨田康、山﨑夏穂、高橋幸輝、井貝信太郎(#1～#12)
- 技術協力：STUDIO WELT、スパイラルビジョン
- タイトルデザイン：五月女ケイ子
- デザイン：福田忍
- ヘアメイク：原さとみ
- 協力：一般社団法人断捨離、経営科学出版
- 音楽協力：テレビ朝日ミュージック
- 広報：田中久美香、平野大輔（BS朝日）
- 企画：有賀史英（BS朝日）
- 演出：田代由卯花
- プロデューサー：茂木あや香（BS朝日）、中村純子、小山雅代
- 制作：BS朝日、コンパス

## 放送時間
- 水曜日 21:00 - 21:54 （2019年4月10日放送分 - 2020年3月18日放送分）
- 月曜日 20:00 - 20:54 （2020年3月30日放送分 - 2023年3月放送分）
- 火曜日 21:00 - 21:54 （2023年4月放送分 - ）

## 放送リスト
| 回 | 放送日                                              | テーマ                                  | 断捨離が見つけた宝物               | ゲスト     |
| -- | --------------------------------------------------- | --------------------------------------- | ---------------------------------- | ---------- |
| 1  | 2019年（平成31年）4月10日 2019年（平成31年）4月24日 | 嗚呼!思い出が捨てられない               | 父が残した料理の本                 | なし       |
| 2  | 2019年（平成31年）4月17日 2019年（令和元年）5月1日  | 時が止まった家                          | 誕生日に夫がくれたマグカップ       | なし       |
| 3  | 2019年（令和元年）5月8日 2019年（令和元年）5月22日  | 子だくさんママの憂鬱                    | 小さいころに描かれた自画像         | 山口もえ   |
| 4  | 2019年（令和元年）5月15日 2019年（令和元年）5月29日 | 夫の遺品が手放せない                    | 祖母から結婚祝いにもらった夫婦茶碗 | 安藤和津   |
| 5  | 2019年（令和元年）6月5日 2019年（令和元年）6月19日  | 侵略夫との果てしなき戦い！              | 子供部屋                           | なし       |
| 6  | 2019年（令和元年）6月12日 2019年（令和元年）6月26日 | 激突!母と娘の断捨離戦争                 | 娘の子供服                         | なし       |
| 7  | 2019年（令和元年）7月10日 2019年（令和元年）7月24日 | 孤独な我が家からの脱出                  | リクライニングチェア               | なし       |
| 8  | 2019年（令和元年）7月17日 2019年（令和元年）7月31日 | 趣味に埋もれた家族の絆                  | 手作りベスト                       | なし       |
| 9  | 2019年（令和元年）8月7日                            | 特別版 選ぶ力スペシャル                 | キッチン                           | 林家たい平 |
| 10 | 2019年（令和元年）8月14日                           | 断捨離しすぎた母の決意                  | 母 手作りのワンピース              | 千秋       |
| 11 | 2019年（令和元年）9月4日                            | 母と息子の停滞した家                    | 娘がくれた手紙                     | なし       |
| 12 | 2019年（令和元年）9月11日                           | 離れられない!母娘の葛藤                 | 帯                                 | なし       |
| 13 | 2019年（令和元年）10月16日                          | 離婚寸前!イライラ妻VSフワフワ夫         | 義母の写真                         | なし       |
| 14 | 2019年（令和元年）11月6日                           | プリンセス・ママのミラクル大作戦        | 日記                               | なし       |
| 15 | 2019年（令和元年）11月13日                          | チグハグな家はもう嫌だ！                | 絵本                               | なし       |
| 16 | 2019年（令和元年）12月11日                          | シングル無職!ワケありママの人生大逆転!? |                                    | なし       |
| 17 | 2019年（令和元年）12月18日                          | 買っちゃう妻VSキチンと夫                |                                    | なし       |

## 放送トラブル
- 2024年7月23日、当日の前続番組『プロ野球マイナビオールスターゲーム2024・第1戦』中継が放送時間を大幅に延長したため、当初より70分繰り下げ22:10 - 23:04に放送予定だったが、BS朝日の放送機器の不具合により正常な放送が出来ない事案が発生したため急遽休止となった[1]。